# 891 v.Chr.
Het jaar 891 v.Chr. is een jaartal volgens de christelijke jaartelling.

## Gebeurtenissen

### Mesopotamië
- Einde van de regeerperiode van Adad-Nirari II, koning van Assyrië.
- Begin van de regeerperiode van Tukulti-Ninurta II, koning van Assyrië.